# Yamhad
Yamhad var ett fornt semitiskt kungadöme vars huvudstad var Halab i nuvarande Aleppo i Syrien. Kungadömet uppstod i slutet av 1800-talet f.Kr, och styrdes av den Yamhadiska dynastin som kom att använda sig av både krigföring och diplomati för att utöka sina territorier. Yamhad var redan från sin början tvunget att motstå aggressiva grannriken så som Mari, Qatna och Assyrien och under kung Yarim-Lim I nådde riket sin höjdpunkt. I mitten av 1700-talet f.Kr. kontrollerade Yamhad nästan hela nuvarande Syrien med undantag för vad som idag är södra Syrien. Makten uppehölls genom antingen direkt kontroll eller genom vasallkungar. Yamhads tid som stormakt varade i cirka 150 år innan riket slutligen krossades av hettiter. Kungadömet annekterades sedan av kungadömet Mitanni.
Befolkningen i Yamhad var i huvudsak amoriter men innehöll även en stor befolkning av hurriter vilka influerade kulturen.

## Historia

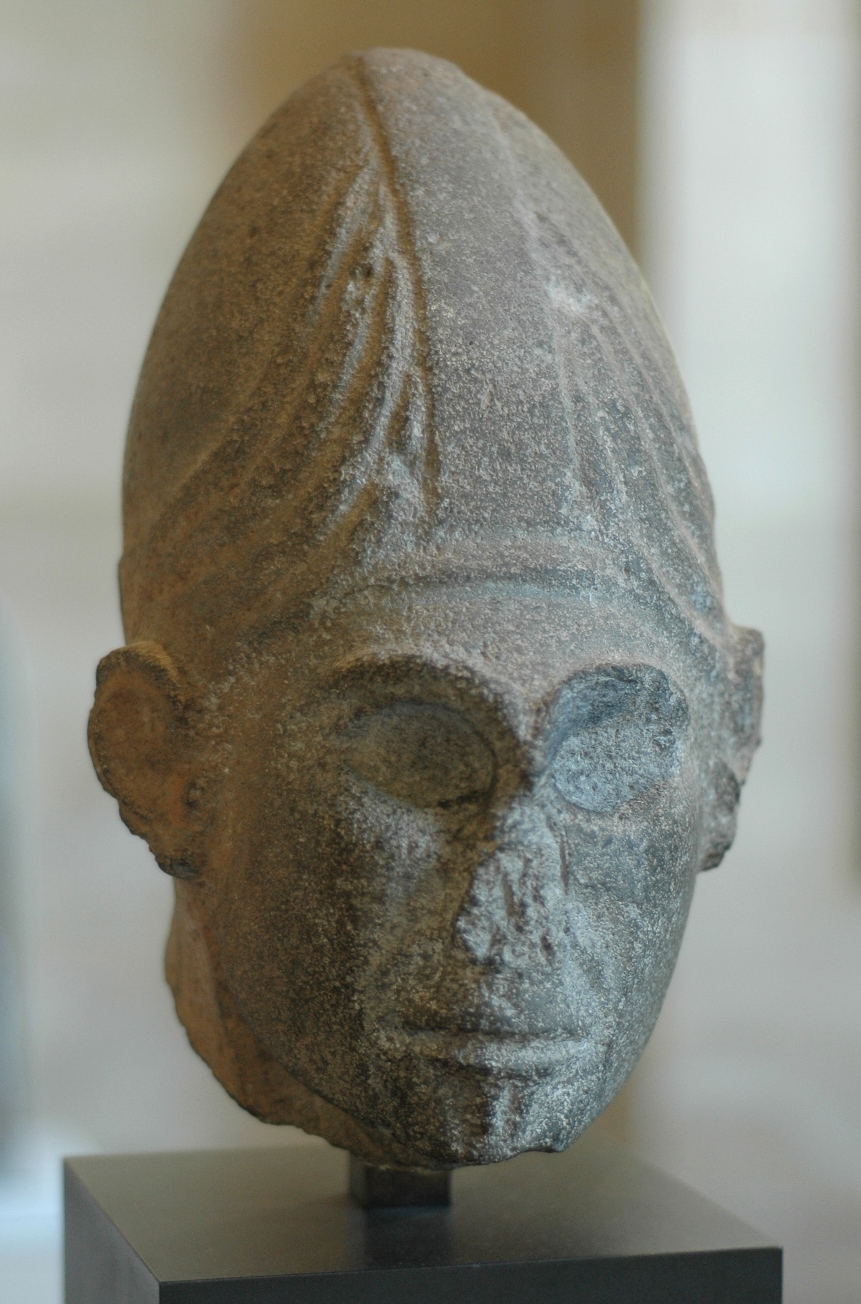
Gudahuvud, påträffat nära Jabbul. Skapat cirka 1600 f.Kr.

Halabs historia är relativt okänd då staden aldrig övergavs utan bebyggelse fortsatte på den gamla staden och är idag Aleppo. Detta har inneburit att endast begränsade utgrävningar har utförts. Därmed är mycket om Yamhad okänt. Istället har historiker och arkeologer fått förlita sig på fynd funna i Mari eller Alalakh.

### Grundande
Namnet Yamhad var antagligen namnet på en amoritisk stam och användes troligtvis synonymt med Halab vid benämning av kungadömet. Staden Halab verkar till en början ha varit ett religiöst centrum i norra Syrien och omnämns i eblaitiska källor som Halam. Det framgår där att staden utgör huvudstaden i ett av eblaiternas vasallkungadömen, i mitten av 2000-talet f.Kr. I Halab skall templet till stormguden Hadab ha legat och staden kallades även för "Hadabs stad". Namnen Halab och Yamhad dyker för första gången upp under den gammelbabyloniska eran. Sumu-Epuh, som skall ha varit rikets förste självständige kung omnämns då i en skrift från Mari. Han omnämns som kung av landet Yamhad, bestående av Halab, Alalakh och Tuba. Sumu-Epuh verkar verkar ha känt sig hotad av Yahdun-Lim av Mari och stödde ett nomaduppror mot Mari som dock krossades av den sistnämnda staten. Inget krig utbröt dock officiellt mellan de två rikena och de skulle komma att enas mot ett långt större hot.

### Assyriska kriget och expansion
Kung Shamshi-Adad I av Assyrien visade sig efter sitt tillträdande av Assyriens tron vara ett stort hot mot både Mari och Yamhad. Den assyriska konungen var en ambitiös erövrare vars mål var total kontroll över Mesopotamien och Levanten och han kallade sig "världens konung". Under Shamshi-Adad I omringades Yamhad snabbt av Assyrien. I norr allierade sig assyrierna med staterna Charchemish, Hassum och Urshu som tidigare varit bundsförvanter till Yamhad. Mari erövrades och dess kungafamilj med kronprins Zimri-Lim tog sin tillflykt till Halad. Assyriska riket fick därmed en direkt gräns vid östra Yamhad. Kung Sumu-Epuh av Yamhad vägrade utlämna Zimri-Lim till assyrierna utan tillsatte honom som stamhövding för Banu-Simaal-stammen. Shamshi-Adad slöt då en allians med Qatna som låg vid Yamhads södra gräns och fullgjorde på det sättet omringandet. Alliansen slöts genom ett giftermål mellan Shamshi-Adads son Yasmah-Adad och Betlum som var dotter till kung Ishi-Addu av Qatna. Yasmah-Adad placerades sedan som vasallkung av Mari. Stridigheter mellan Assyrien och Yamhad utbröt längsmed gränsen mot vasallkungadömet Mari och Sumu-Epuh dräptes i ett av slagen. Sumu-Epuh efterträddes av sin son Yarim-Lim som genast började stärka Yamhads arméer i förberedelse för att kriget skulle eskalera. Qatnas allians med Assyrien föll snabbt samman då Yasmah-Adad försummade sin hustru och den södra gränsen blev därmed någorlunda säkrad. Då var det Assyriens tur att hotas på flera fronter. Yarim-Lim slöt allians med Hammurabi av Babylon och Ibal-pi-el II av Eshnunna och 1777 f.Kr. invaderade Yamhad de assyriska områdena. De erövrade Tuttul och tillsatte där Zimri-Lim som guvernör. Ett år senare avled Shamshi-Adad I och Yarim-Lim skickade omedelbart trupper till Zimri-Lim i Tuttul som invaderade och återtog Mari. En allians mellan rikena slöts sedan och Zimri-Lim gifte sig med Shibtu som var Yarim-Lims dotter.
Ett fredsavtal slöts officiellt med Qatna och med sin östra och södra gräns säkrad kunde Yarim-Lim fokusera på Yamhads norra gräns där flera stadsstater tidigare ställt sig på assyriernas sida. Genom en blandning av diplomati och militära kampanjer höll Yarim-Lim de olika småstaterna i norra Syrien splittrade och området erövrades till slut. I en skrift till stadsstaten Der i Mesopotamien förklarar Yarim-Zin krig mot Der och dess grannstat Diniktum och påpekar där att han i 15 år stöttat Der militärt och att han i 12 år haft en stridsflotta på 500 skepp i Diniktum.
Yarim-Lim lyckades genom sina erövringar höja Yamhad till ett storkungadöme och kallades mot slutet av sin tid för "storkonung". 

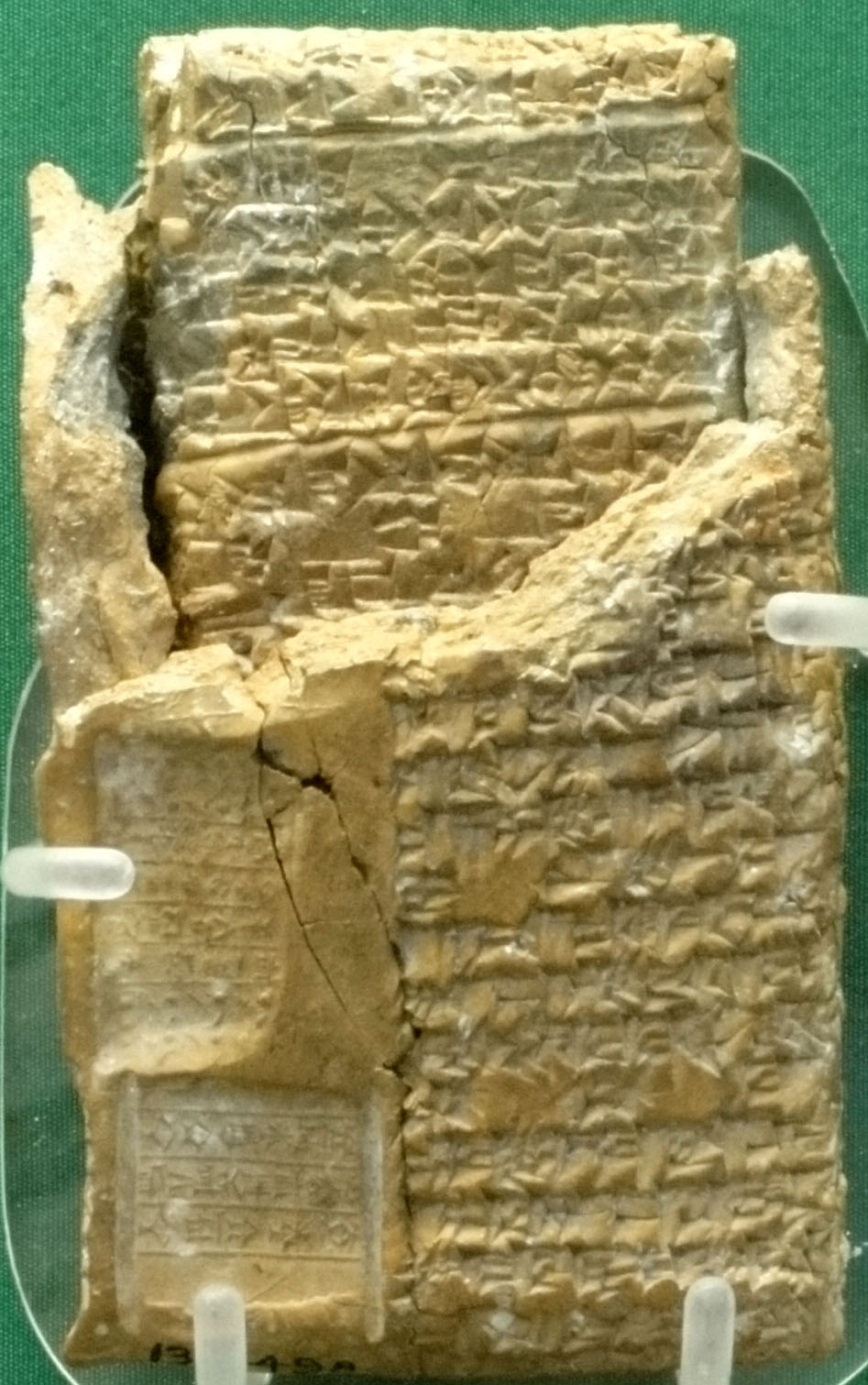
Kuniformskrift gällande ett brottmål från Niqmi-Ephu av Yamhad till kungen av Alalakh. Hittad i Aleppo.

Yaram-Lim avled cirka 1764 f.Kr. och efterträddes av sin son Hammurabi I vars tid på tronen blev någorlunda fredlig. Han kuvade Charchemish som var den sista av de gamla nordsyriska stadsstaterna som under hans fars tid allierat sig med Assyrien och skickade även trupper för att hjälpa Hammurabi av Babylon i krigen mot Larsa och Elam. Denna allians avslutades efter att Hammurabi av Babylon invaderade och erövrade Mari men något krig mellan Yamhad och Babylon bröt aldrig ut och relationen rikena emellan förblev fredlig. Maris fall lämnade ett  maktvakuum i dess tidigare områden och Hammurabi I erövrade vad som tidigare varit Maris norra delar. Han erövrade sedan norra Khaburdalen där staden Shubat Enlil blev vasallstat. Hammurabi I dog cirka 1750 f.Kr. och efterträddes av sin son  Abba-El I. Abba-Els tid på tronen verkar ha varit någorlunda fredlig. Dock bröt ett uppror ut i Irridu som styrdes av Abba-Els bror Yarim-Zin. Abba-El krossade upproret och förstörde Irridu men kompenserade sedan sin bror genom att göra honom till kung av Alalakh istället.

### Yamhads fall
Tronföljden efter Abba-El I är dåligt dokumenterad men vid Yarim-Lim III:s tid på tronen i mitten av 1600-talet f.Kr. verkar riket ha försvagats av inre stridigheter. Yamhad verkar ha haft någon slags makt över Qatna men Alalakh verkar ha varit nästan helt självständigt och styrt av en egen kung vid namn Ammitakum. Yamhad ansågs dock fortfarande vara det mäktigaste av de syriska rikena och hettiterna benämnde fortfarande Yarim-Lim III som storkung och ansåg honom diplomatiskt likställd med den hettitiska kungen.
Det hettiska rikets bildande i norr utgjorde ett stort hot mot Yamhad. Både Yarim-Lim III och hans efterträdare Hammurabi III lyckades dock hålla hettiterna under Hattusili I ute ur riket, främst genom en buffert av mindre hurritiska prinsdömen under Yamhads kontroll. Hattusili I beslutade sig för att gå i strid mot Yamhad men ansåg att anfall direkt mot Halab var lönlöst. Istället fokuserade han på Yamhads allierade och vasallkungadömen. Hattusili I inledde de "syriska krigen" och under dess andra år erövrade han Alalakh. Sedan anfölls den hurritska staden Urshu som låg nordöst om Halab. Staden föll trots förstärkning både från Halab och Carchemish. Efter det segrade hettiterna över Yamhad i slaget vid Atalurberget. Vid krigets 6:e år hade hettiterna tillbringat tiden efter slaget vid Atalur med att plundra hurritiska städer norr om Halab och det beslutades nu att ett direkt anfall mot Halab kunde genomföras. Anfallet mot Halab skedde cirka 1620 f.Kr. men misslyckades då Yamhad under Hammurabi III lyckades skydda staden. Under belägringen sårades Hattusili I och belägringen avbröts då. Trots att de gått segrande ur det syriska kriget var Yamhad nu kraftigt försvagat och dess konung benämndes ej längre som "storkonung".
Cirka 1600 f.Kr. invaderade hettiterna Yamhad igen. Denna gång under Hattusilis sonson Mursili I som erövrade Halad och avslutade Yamhads tid som maktfaktor i Levanten. Mursili I vände sedan mot Babylon och plundrade staden. Han mördades sedan på vägen tillbaka till sin huvudstad Hattusa vilket resulterade i inbördeskrig och hettiter-rikets kollaps. Halab restaurerades och en ny kung tog makten över Yamhad, även Alalakh återerövrades. De nya yamhadiska kungarna är okända till allt annat än namn. Den första kungen Sarra-El kan ha varit son till Yarim-Lim III och därmed bror till Hammurabi III. Han efterträddes av sin son Abba-El II som slutligen efterträddes av Ilim-Ilimma I som kan ha varit hans son. Ilim-Ilimma I mördades under en revolt som anordnats av Mitannikungen Parshatatar och Yamhad annekterades sedan av Mitanni-kungadömet. 
Ilim-Ilimmas son Idrimi flydde först till Emar men återvände sedan med en här och erövrade Alalakh cirka 1517 f.Kr. Sju år senare slöt han fred med Mitanni-kungadömet och blev vasallkung av Alalakh och Halab. Alalakh förblev dock hans residensstad och han slutade använda sig av affixet "Kung av Halab", Yamhad slutade också användas som benämning för området.

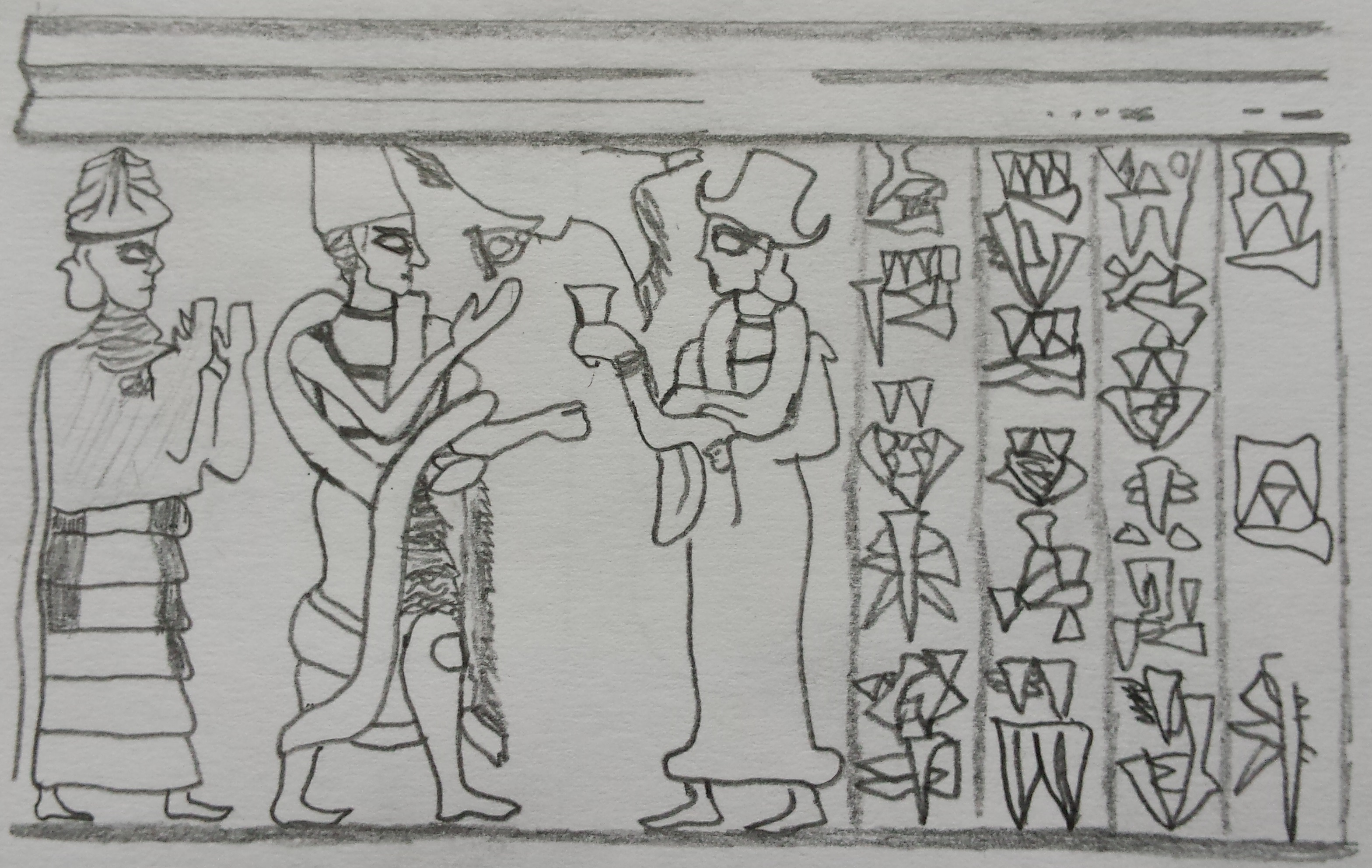
Abba-El I:s stämpel
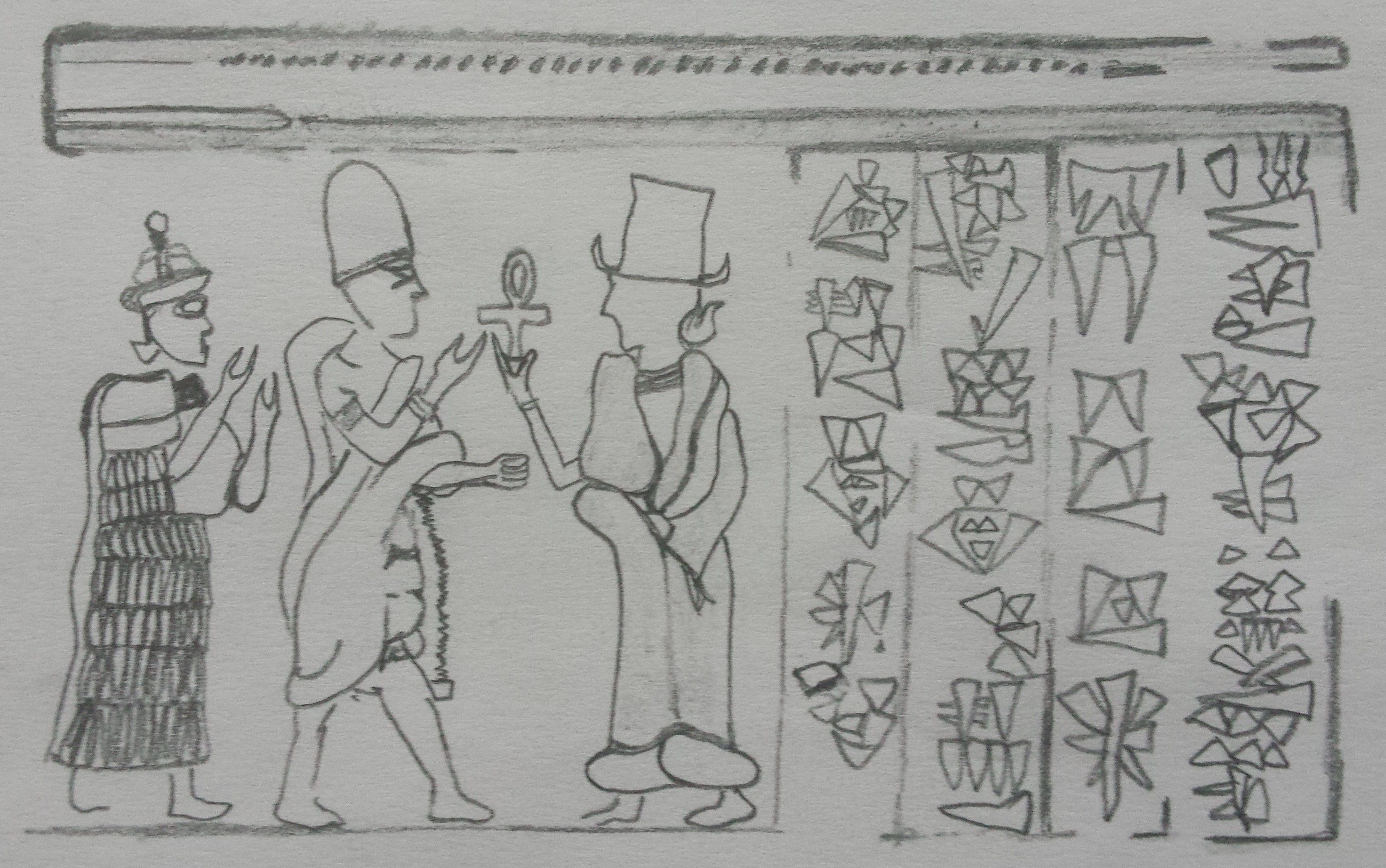
Yarim-Lim II:s stämpel
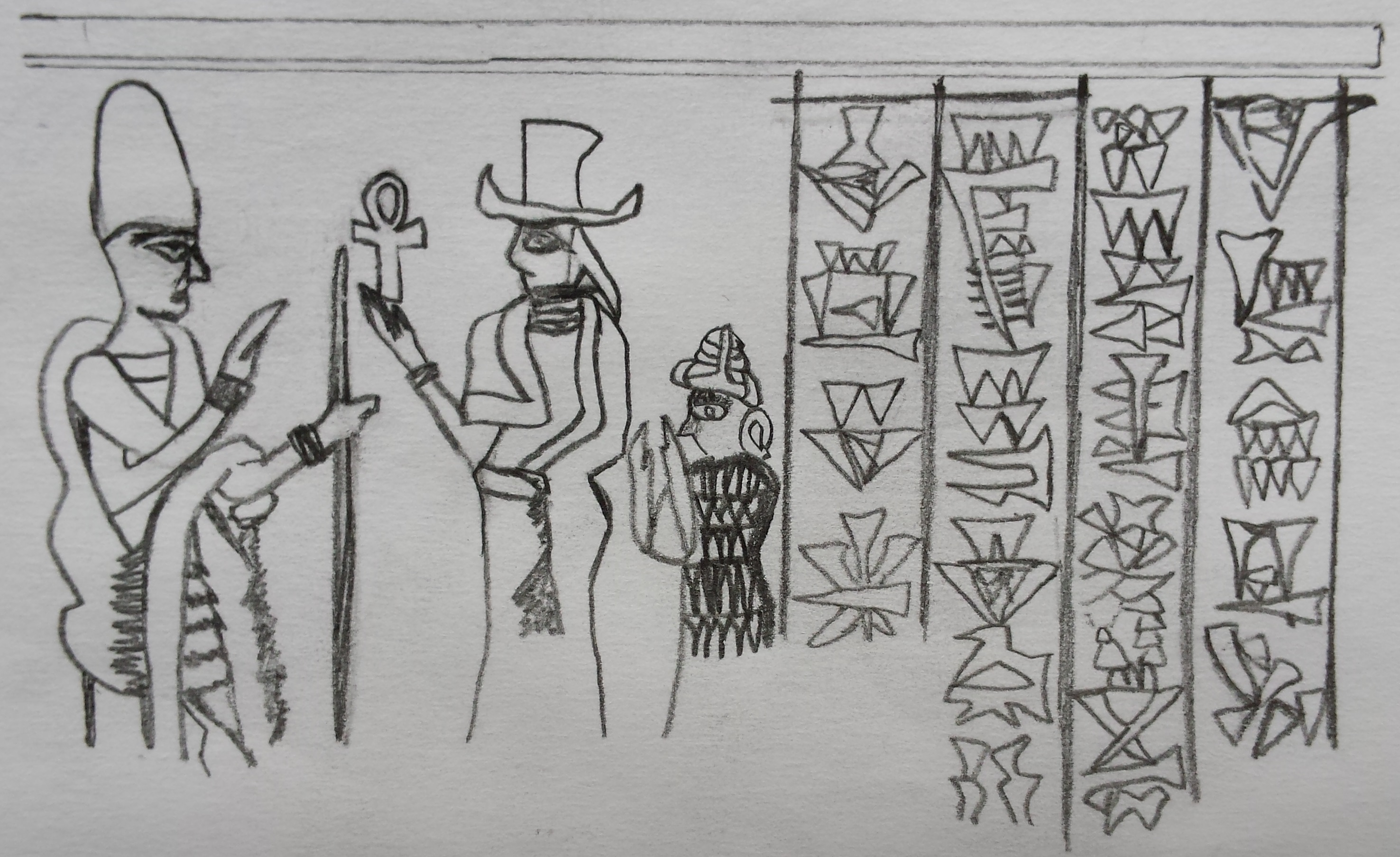
Niqmi-Epuh:s stämpel
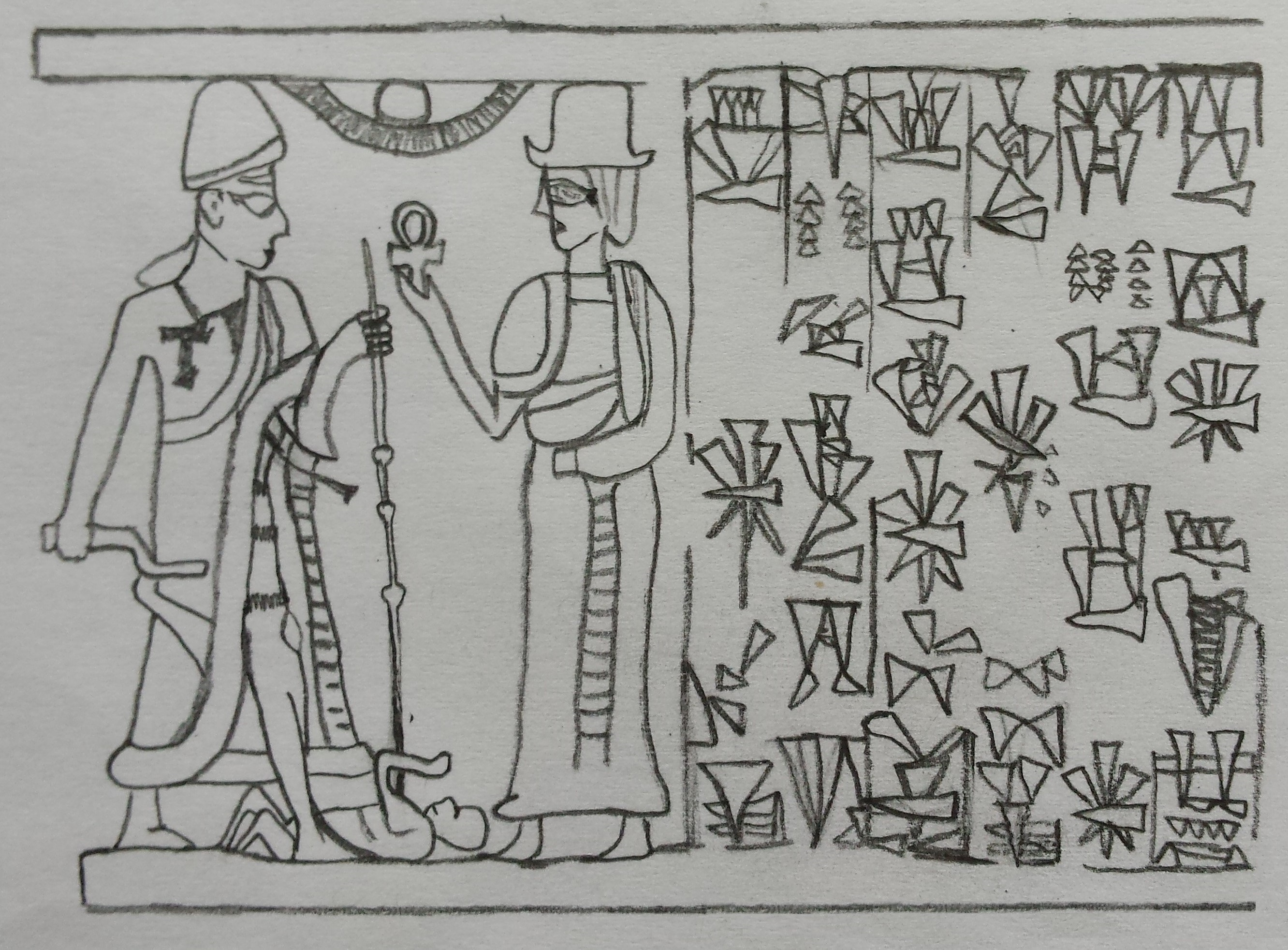
Abba-El II:s stämpel
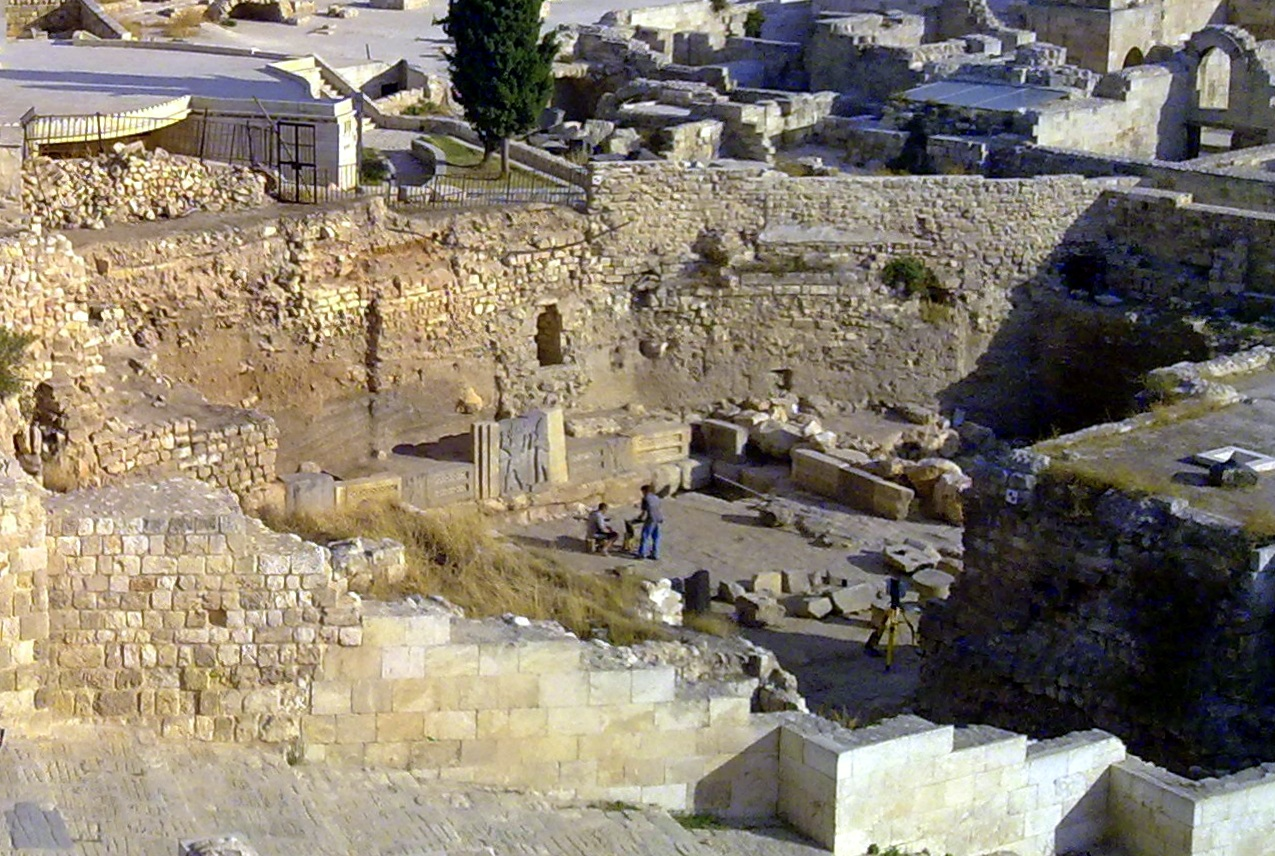
Ruinerna av Hadadtemplet, senare Aleppos fästning.